# Oficio de la Cruz
Oficio de la Cruz u Oficio de la Pasión,es un modelo para celebrar la liturgia de las horas iniciado por san Francisco de Asís, que luego adoptó santa Clara de Asís. Aunque no fue nuevo este modelo en la historia devocional del cristianismo, porque ya Benito de Aniane en el año 817 mostró la devoción de prolongar el Oficio divino, con plegarias devocionales personales y luego Ulrico de Augusta (973) menciona ya como “oficio devocional en honor de la cruz.” De tal plegaria paralitúrgica, hay dos tipos: “El pequeño oficio de la cruz” que comprende un himno y una oración colecta, y el “magno oficio de la cruz” o conocido también como el «Officium sanctissimae Passionis Domini nostri Jesu Christi» constituía un ciclo completo de las liturgias de las horas mayores y menores con tres lecturas.
La intención de San Francisco fue incursionar en el misterio de la pasión, a través de diversos salmos, a través de relacionar la pasión en la cruz, con diferentes versículos del libro de los salmos, y pretendió descubrir y relacionar la línea mesiánica de la revelación y la profecía de los misterios cristológicos, en un esfuerzo de interpretar cristianamente los salmos, o sea la cristologización ascendente o desde abajo, fue la forma que él oía a Jesucristo hablarle a su Padre. Esta perspectiva litúrgica, que realiza Cristo como mediador, favorece la asociación mística del orante, a la función soteriológica –rama de la teología que estudia la salvación- de intercesión. Francisco incluía dentro de la pasión al misterio pascual, o sea muerte y resurrección.
Clara de Asís practicaba a menudo el “Oficio de la Cruz” que aprendió de Francisco.

## Música
Oficio de la Cruz, es una composición musical, compuesta por un ciclo de motetes, para la liturgia de las horas, del compositor franco flamenco Loyset Compere (1445-1518). La composición toma 7 estrofas del texto del poema Patris sapientia, que narra episodios de la pasión. 